# كارلوس فلوريس ريكو
كارلوس فلوريس ريكو (بالإسبانية: Carlos Flores Rico)‏ هو سياسي مكسيكي، ولد في 21 أكتوبر 1952 في المكسيك. حزبياً، نشط في الحزب الثوري المؤسساتي. وقد انتخب عضو مجلس النواب المكسيك.